# Oberensingen
Oberensingen ist ein Stadtteil der Großen Kreisstadt Nürtingen im Landkreis Esslingen in Baden-Württemberg.

## Geographie
Oberensingen befindet sich in einer Höhenlage von 281 m ü. NN am linken Neckarufer, schließt unmittelbar nordwestlich an die Kernstadt Nürtingens an und liegt am östlichen Aufstieg zur Filderhochebene.

## Geschichte

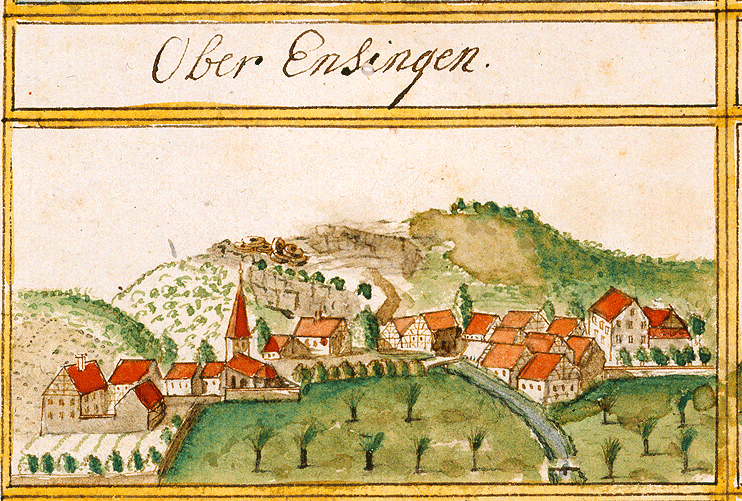
Oberensingen 1683, Forstlagerbuch von Andreas Kieser

Oberensingen ist wohl eine frühmittelalterliche Ausbausiedlung des älteren Unterensingen. Urkundlich erstmals gesichert erwähnt wird Oberensingen 1344 (Obern Ensingen). Für die Bewohner war schon im 15. Jahrhundert der Abbau der Sandsteinbrüche eine lohnende Erwerbsquelle. Um 1475 waren zwölf, 1526 sieben Steingruben in Betrieb. Die hier hergestellten Mühlsteine wurden bis ins 19. Jahrhundert im ganzen Land und darüber hinaus verkauft. Diesem Handwerk haben die Oberensinger ihren bis heute gebräuchlichen Spitznamen „Sandhasen“ zu verdanken.
1988 wurden bei Erschließungsarbeiten Reste eines römischen Gutshofes, einer Villa Rustica, am Nordosthang entdeckt. Er ist einer der größten römischen Gutshöfe in Baden-Württemberg. Die geborgenen Fundstücke sind im Stadtmuseum Nürtingen ausgestellt.

## Öffentliche Einrichtungen
Der Ort verfügt über zwei Kindergärten, eine Grundschule (Friedrich-Glück-Schule) und eine Zweigstelle der Stadtbücherei Nürtingen.
Des Weiteren befindet sich seit 1955 ein Alten- und Pflegeheim der Samariterstiftung im Ort.

## Verkehr
Oberensingen ist durch die vierspurig ausgebaute Bundesstraße 313 mit der Anschlussstelle Wendlingen der A8 verbunden. Über die Omnibuslinie 74 der Stuttgarter Straßenbahnen AG (SSB) wird Oberensingen mit dem Bahnhof Nürtingen an der Bahnstrecke Plochingen–Immendingen (auf dem Abschnitt auch als Neckar-Alb-Bahn bekannt) und mit dem Bahnhof Filderstadt an der Bahnstrecke Stuttgart-Rohr–Filderstadt verbunden, der von der S-Bahn Stuttgart bedient wird. In Stuttgart-Degerloch besteht außerdem Anschluss an die Stadtbahn Stuttgart. Die Buslinie 167 erschließt das vordere Aichtal.

## Sonstiges
Oberensingen verfügt – anders als die erst in den 1970er Jahren eingemeindeten Stadtteile von Nürtingen – nicht über eine eigene Ortschaftsverwaltung mit Ortschaftsrat. Als Besonderheit gibt es in Oberensingen den Bürgerausschuss. Diese ehrenamtliche Vertretung wird von den Bürgern gewählt und dient der Stadtverwaltung und dem Gemeinderat als Ansprechpartner für die Belange des Stadtteils.

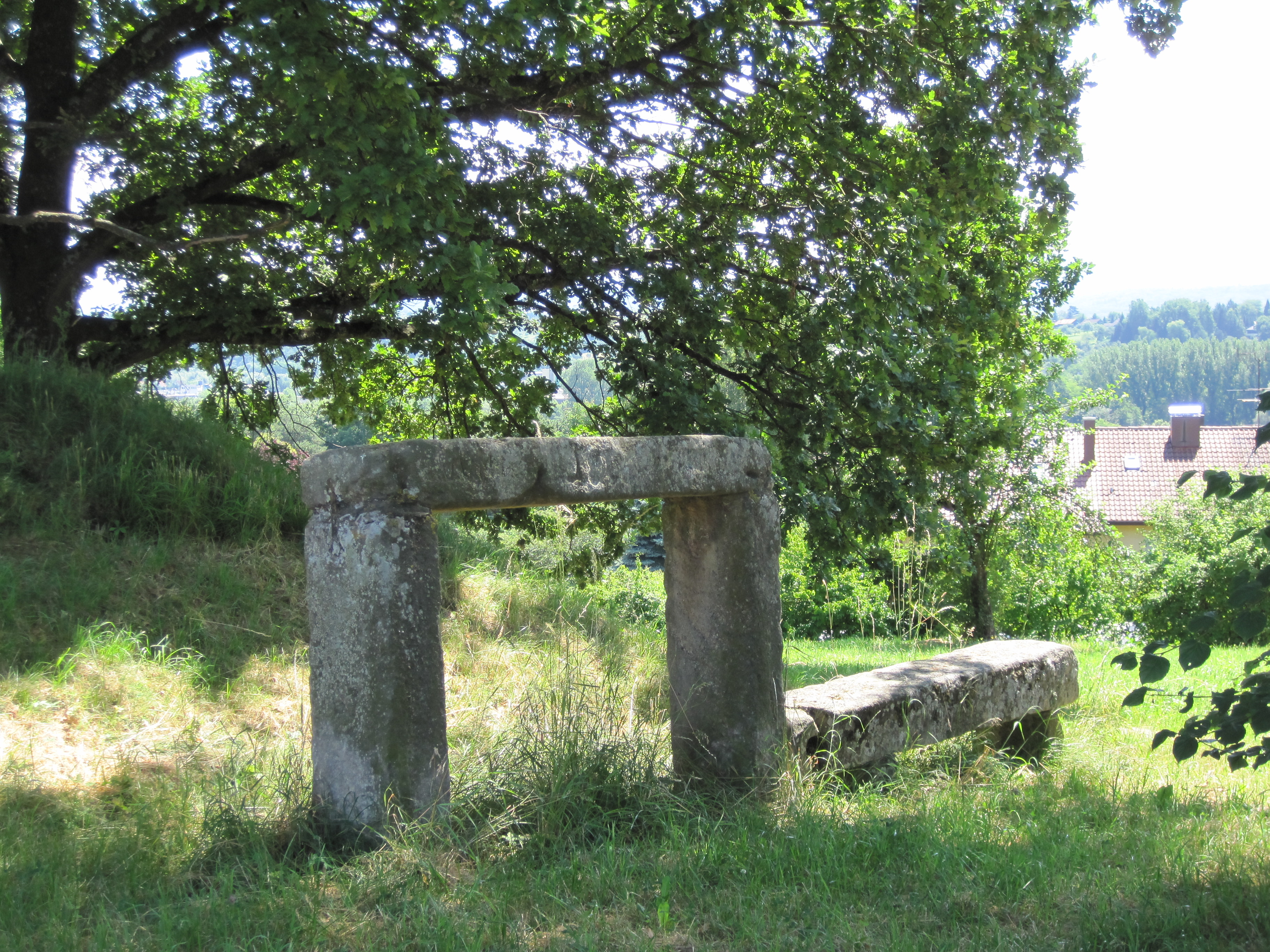
Ruhbank in der Waldhäuser Straße
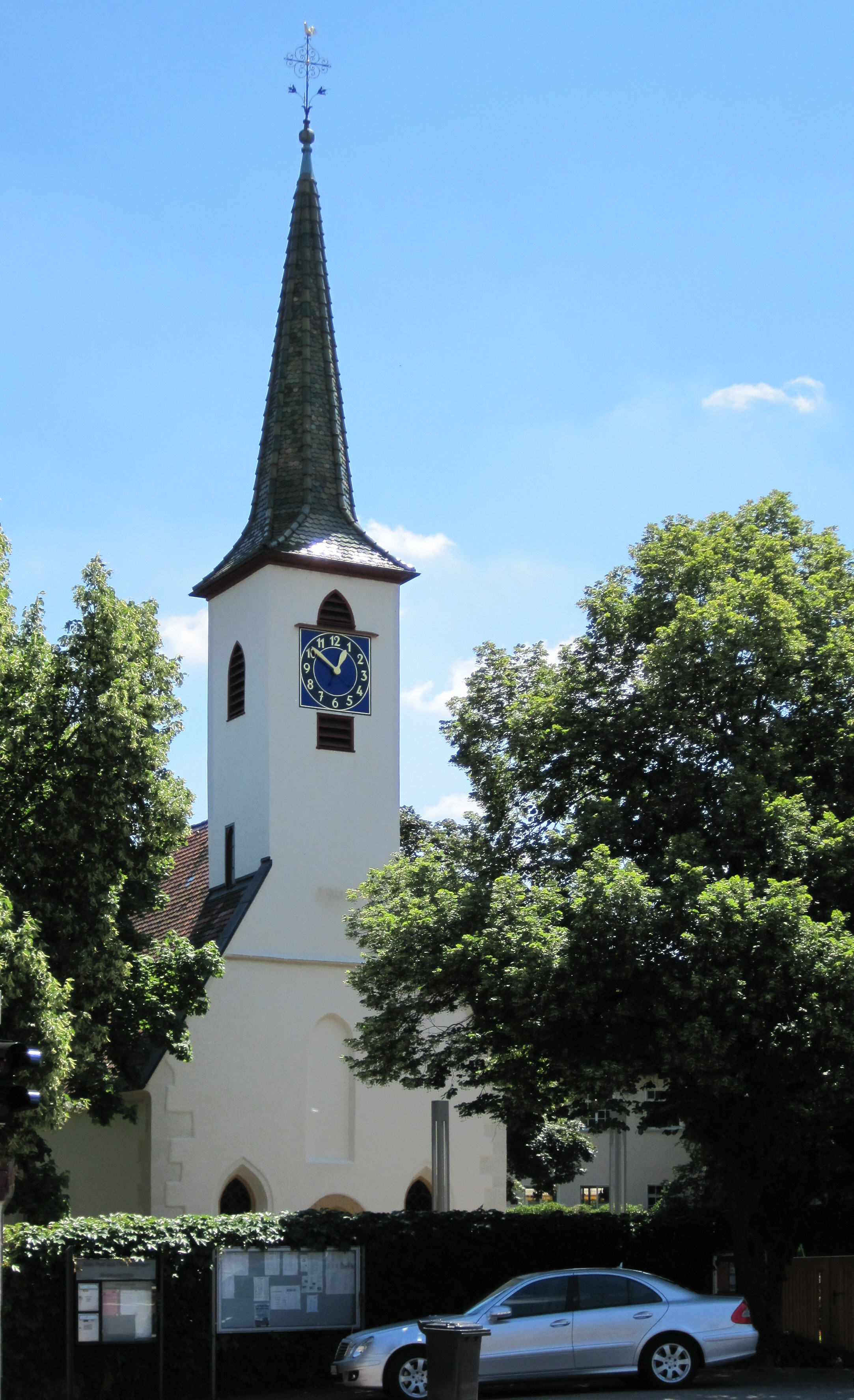
Kirche in Oberensingen (Turm 1624 erbaut von Heinrich Schickhardt)
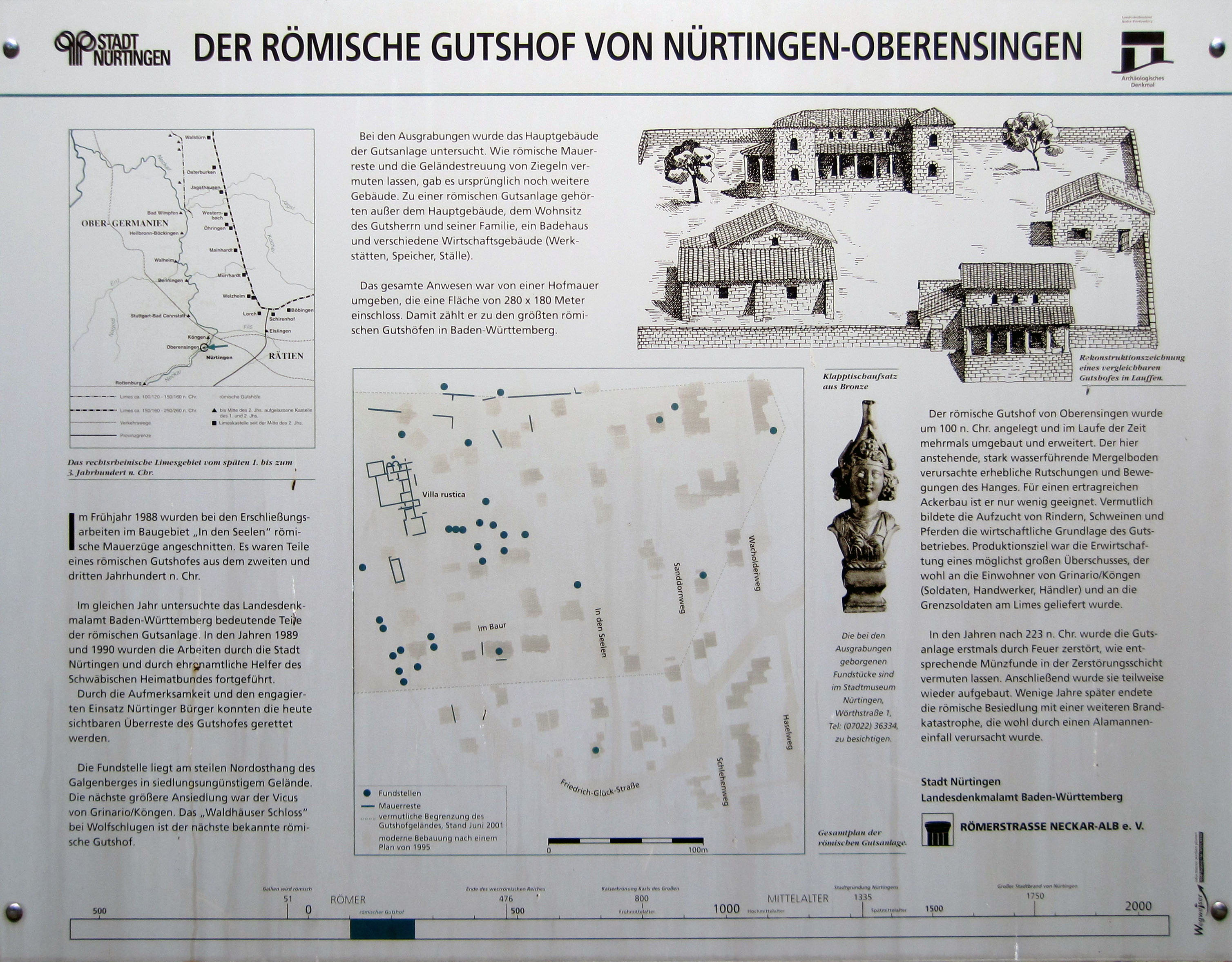
Infotafel am Gutshof
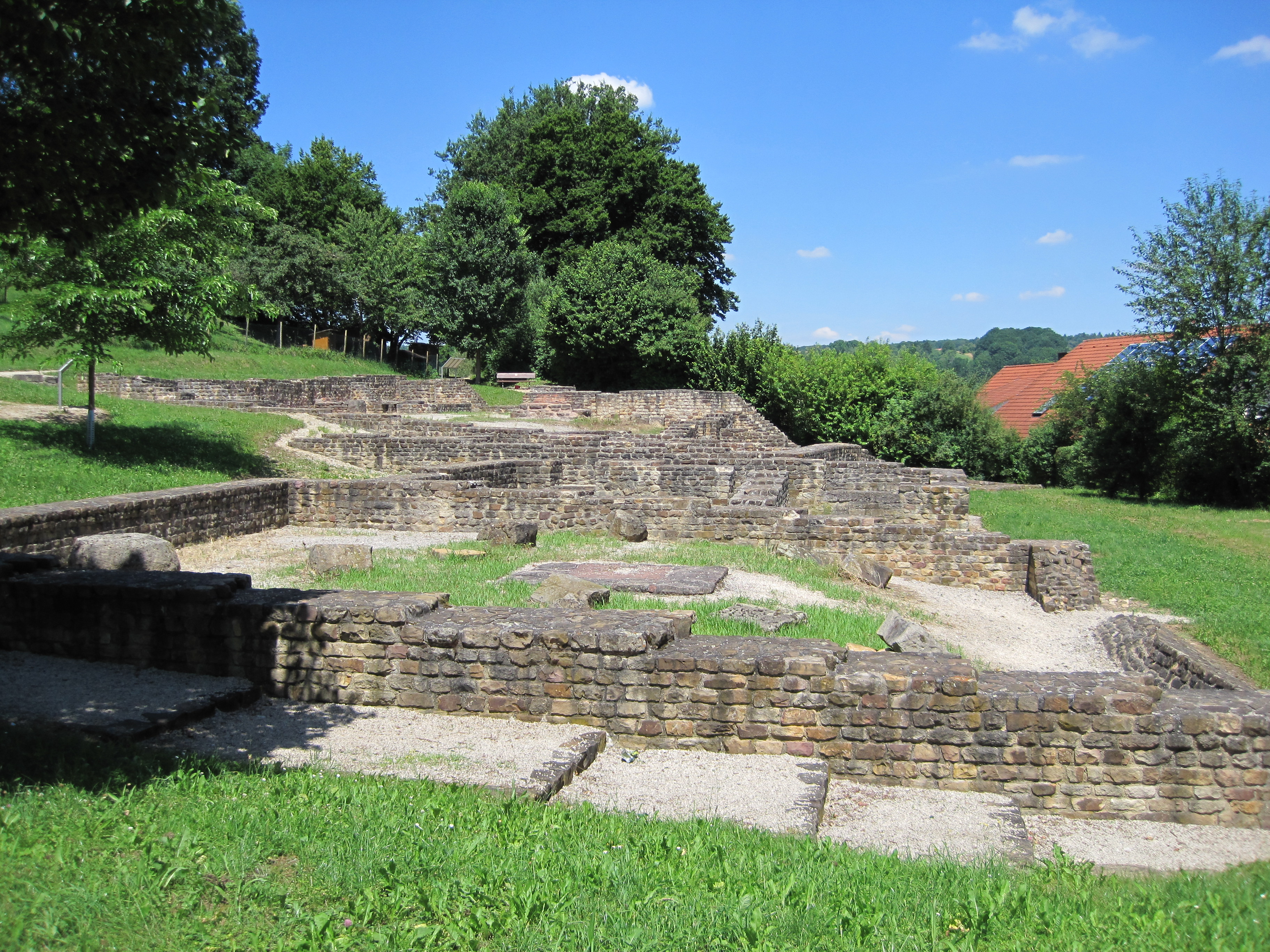
Ausgrabungsreste der Villa Rustica

## Söhne des Ortes
- Ulrich Ensinger (1362–1419), Baumeister der süddeutschen Gotik.
- Karl August Friedrich von Duttenhofer (1758–1836), erster württembergischer Wasserbaumeister
- Ludwig Faber (1775–nach 1841), württembergischer Oberamtmann
- Jakob Gottlieb Wurm (1778–1847), evangelischer Pfarrer und Professor
- Friedrich Glück (1793–1840), Pfarrer und Komponist. Siehe auch: In einem kühlen Grunde
- Karl Seitz (1856–nach 1907), württembergischer Beamter und Oberamtmann
- Emil Lang (1883–1959), Agrarwissenschaftler und Hochschullehrer
- Robert Mayer (1899–1975), Maler, Graphiker, Bildhauer

## Persönlichkeiten, die vor Ort gewirkt haben
- Julius Kornbeck (1839–1920), Maler, lebte über 30 Jahre bis zu seinem Tode in Oberensingen.